# 성리 유전
성리 유전 또는 승리유전으로 불리우며, 중화인민공화국 제2의 유전으로 산둥성 둥잉 시를 주요 부분으로서 빈저우 시 등 8개의 시와 28개의 현에 걸쳐있다.

## 매장지
유전 규모는 동서길이 약 200km이고 남북길이 약 150km이다. 황허강 하류 유역의 싱보[興博]·리진[利津]·양신[陽信]·린이[臨邑] 지역을 중심으로, 서쪽으로는 허난성 동부의 푸양[濮陽], 북쪽으로는 허베이성의 창저우[滄州]·헝수이[衡水]에 이르는 광범위한 지역에 걸쳐 있다.

## 역사
1961년 개발에 착수하여 1964년 생산을 개시하였으며, 첫 유정(油井)이 성리촌[勝利村]에서 개발되어 성리유전이라고 한다. 1975년까지 약 320곳의 유정 지점을 개발하여 그 해에 약 1,000만t의 원유를 생산한 것으로 추정된다. 유정의 길이는 2,000∼3,000m로 자분채유방식(自噴採油方式)은 적고, 대개는 펌프로 퍼올리는 방식을 취하고 있다.
성리유전 개발이 40년이 경과했고, 육지가 연속되어 있음에 69군데의 유전이 발견되었다. 원유 최고 연간 생산량은 3355만 1900t, 2003년까지의 누계 원유 생산량은 7.99억t에 이르렀다. 2003년의 원유 생산량은 2665만 5100t, 천연가스 8.1억m3였다. 2004년의 원유 생산량은 2,674만t, 천연가스 생산량은 9억 m3였다.
새로운 지질 탐사기술을 이용하여 지금까지와는 다른 지층을 탐사하는 것이 가능하게 된 결과, 성리 유전은 새롭게 6.46억t의 원유 매장량이 있는 것이 판명되었다. 2004년에 발견한 유전의 매장량은 2,812만톤에 이른다. 한 때의 유전의 개조와 새로운 유전에 의해 증산량은 132만t에 이르며 주목받고 있다.
현재, 중국석유화공 구펀 유한공사의 자회사인, 성리유전 유한공사가 성리유전의 원유 및 천연가스의 탐사, 개발, 생산, 저장과 수송을 실시하고 있다. 하지만 글로벌 유가 하락의 여파로 원유 생산을 부분 중단키로 했다고 2016년 2월 17일 중국 제일재경이 전했다.